# Dombrád
Dombrád é uma cidade da Hungria, situada no condado de Szabolcs-Szatmár-Bereg. Tem 51,84 km² de área e sua população em 2019 foi estimada em 4.015 habitantes.